# Slangenkopschubpoothagedis
De slangenkopschubpoothagedis (Ophidiocephalus taeniatus) is een hagedis die behoort tot de gekko's en de familie heuppotigen (Pygopodidae).

## Naam en indeling
De wetenschappelijke naam van de soort werd voor het eerst voorgesteld door Arthur Henry Shakespeare Lucas en Charles Frost in 1897. Ook het monotypische geslacht Ophidiocephalus werd beschreven door Lucas en Frost in 1897.
De soortaanduiding taeniatus betekent vrij vertaald 'voorzien van een lint' en verwijst naar de lichter gekleurde dorsale streep aan de bovenzijde van het lichaam.

## Verspreiding en habitat
De soort komt endemisch voor in delen van Australië en leeft in de staat Noordelijk Territorium, mogelijk komt de hagedis ook voor in Zuid-Australië. De habitat bestaat uit droge tropische en subtropische bossen.

## Beschermingsstatus
Door de internationale natuurbeschermingsorganisatie IUCN is de beschermingsstatus 'veilig' toegewezen (Least Concern of LC).